# 2007 par pays en Amérique

## Continent américain
- 13 janvier : Le chef du gouvernement iranien, Mahmoud Ahmadinejad entame une tournée de trois jours au Venezuela, au Nicaragua et en Équateur. Il annonce la création d'une compagnie pétrolière commune irano-vénézuélienne.
- 8 mars :
  - Le Président des États-Unis, George W. Bush effectue jusqu'au 13 mars, une tournée de visites officielles anti-Chavez, au Brésil, en Uruguay, en Colombie, au Guatemala et au Mexique.
  - Le Président du Venezuela, Hugo Chávez effectue en parallèle, une tournée de visites officielles anti-Bush, en Argentine, au Nicaragua, en Haïti et à la Jamaïque.

## Antilles françaises
- 26 janvier : La candidate Ségolène Royal est en visite (jusqu'au 29) et déclare « Je serai la présidente de la République de la France métissée. »

## Argentine
- 12 janvier : Arrestation de l'ancienne présidente, Isabel Peron (1974-1976), à Madrid où elle réside depuis 1981, à la suite du mandat d'arrêt international, émis le 10 par le juge de Buenos Aires, qui enquête sur la disparition d'un opposant lorsqu'elle était au pouvoir.
- 4 mai : Rallye d'Argentine remporté par Sébastien Loeb jusqu'au 6 mai.

## Bolivie
- 15 février : retour d'El Nino vers Santa Cruz, l'état d'urgence est déclaré.

## Colombie
- 4 juin : À la demande expresse du Président français Nicolas Sarkozy, le Président Álvaro Uribe fait libérer Rodrigo Granda, un trotskiste et un des plus importants chefs des FARC dans l'espoir que cette libération favorisera la reprise du dialogue en vue de la libération de la franco-colombienne Íngrid Betancourt.

## Costa Rica
- Le 6 juin : Le Costa Rica et Taïwan rompent leurs relations diplomatiques.

## Équateur
- 14 janvier : Le nouveau président élu, Rafael Correa, est symboliquement investi par un congrès rassemblant vingt mille indiens dans le village de Zumbahua, où il reçoit le « bâton du chef ».
- 16 janvier : Visite officielle du chef du gouvernement iranien, Mahmoud Ahmadinejad.

## Nicaragua
- 10 janvier : Le nouveau Président Daniel Ortega, démocratiquement élu, est investi en présence des présidents Hugo Chávez (Venezuela) et d'Evo Morales (Bolivie).
- 14 janvier : Visite officielle du chef du gouvernement iranien, Mahmoud Ahmadinejad.

## Porto Rico
- 24 janvier : Mort de Emiliano Mercado del Toro (115 ans), doyen de l'humanité et vétéran de la Première Guerre mondiale.

## Venezuela
- 13 janvier : Visite officielle du chef du gouvernement iranien, Mahmoud Ahmadinejad, la création d'une compagnie pétrolière commune irano-venezuelienne est annoncée.
- 30 janvier : Le Secrétaire d'État américain John Negroponte dénonce « le danger que représente Hugo Chavez pour les démocraties latino-américaines » à cause de « son populisme radical ».
- 28 juin : À Caracas, la « Journée de la Presse » est marquée par une manifestation de plusieurs milliers de personnes protestant contre le président Hugo Chávez et réclamant la liberté de la presse. Chavéz se trouvait à Moscou pour acheter cinq sous-marins nucléaires.